# Одбачен
Одбачен је српски филм из 2007. године. Режију и сценарио потписује Милош Радивојевић.

## Радња
Филм Одбачен говори о човеку у касним четрдесетим годинама. То су године када природа престаје да води бригу о човеку, ускраћује му имунитет и пушта га низ воду. Невоља главног јунака је у томе што живи у средини која такође губи имунитет и која је пуштена низ воду. Да би се опстало у таквој ситуацији, потребна је радикална промена и аскетска дисциплина. Јунак је свим срцем за промену средине и животних околности, али не да себе повреди. Он не жели да се промени: то јест, мисли да је закаснио; не жели да трансферише своје лажно осећање слободе, своју боемију, аљкавост и хедонизам. Међутим, он је џентлмен, не жели да буде сметња својој средини, нацији и свету у напретку, својим бившим пријатељима, своме детету.

## Улоге
| Глумац                | Улога           |
| --------------------- | --------------- |
| Светозар Цветковић    | Он              |
| Александра Јанковић   | Шефица          |
| Љиљана Међеши         | Лепа            |
| Рената Улмански       | Ангелина        |
| Ана Маљевић           | Гала            |
| Милица Спасојевић     | Ћерка           |
| Снежана Никшић        | Госпођа Петрија |
| Ненад Ћирић           | Дилер Зоки      |
| Ана Франић            | Џеки            |
| Тихомир Станић        | Мушка персона   |
| Светислав Гонцић      | Мушка персона   |
| Соња Вукићевић        | Женска персона  |
| Вања Андрић           | Дечак           |
| Миодраг Мики Крстовић | Сподоба         |

Остале улоге  ▼
| Глумац                   | Улога          |
| ------------------------ | -------------- |
| Даница Максимовић        | Проститутка    |
| Душанка Стојановић       | Управница дома |
| Нада Вукчевић            | Жена           |
| Јелена Мрђа              |                |
| Ивана Ђокић              |                |
| Нађа Секулић             |                |
| Ратиборка Ћерамилац      | Таксисткиња    |
| Милица Гутовић           | Конобарица     |
| Слободан Голубовић Леман |                |
| Горан Букилић            | Покераш        |
| Јован Осмајлић           | Покераш        |
| пас                      | Жујка          |

## Продукција
Филм је снимљен 2006. године.